# Бром
Бромът (от гръцки: βρῶμος – „зловонен“) е химичен елемент от периодичната система, който има символа Br и атомен номер 35.
Бромът е халогенен елемент, който при стайна температура представлява червена летлива течност. Той е по-реактивен от йода и по-малко реактивен от хлора. В течно състояние разяжда човешките тъкани, а неговите пари дразнят очите и дихателните пътища. Бромните пари са силно отровни при вдишване.

## История
Бромът е открит от Антоан Жером Балар в Монпелие през 1825 г., но не е получен в голямо количество до 1860. Френският химик и физик Жозеф-Луи Гей-Люсак предлага името „Бром“ заради характерната миризма на пáрите му.

## Физични свойства
Бромът е единственият течен елемент от халогенната група. Той е неметал с червено-кафяв цвят. Има остър мирис и е силно токсичен. Температурата му на кипене е 59 °C, а температурата на топене е -7 °C. Умерено разтворим във вода. Не провежда електричен ток и топлина. Среща се под формата на двуатомни молекули.

## Химични свойства и съединения
- алуминиев трибромид (AlBr3),
- амониев бромид (NH3Br),
- бромен монофлуорид (BrF),
- бромен пентафлуорид (BrF5),
- бромен трифлуорид (BrF3),
- тетрабромометан (CBr4),
- бромоводород (HBr),
- железен бромид (FeBr3),
- литиев бромид (LiBr),
- фосфорен пентабромид (PBr5),
- фосфорен трибромид (PBr3),
- калиев бромид (KBr),
- калиев бромат (KBrO3),
- сребърен бромид (AgBr),
- натриев бромид (NaBr),
- натриев бромат (NaBrO3).

## Приложения
Съединенията на брома намират приложение в медицината и фотографията.
Бромът е открит през 1825 г. Поради химическото сходство с йода, солите му били използвани за лечение на злокачествени тумори и то в дози до 20 грама. Това довело до откритието, че бромовите соли понижават чувствителността на слузестата покривка на устата, носоглътката и външните полови органи, лекуват нимфомания и онанизъм. Тъй като тогава се е считало, че онанизмът е причина за епилепсия, те били изпитани и за нейното лечение. Оказало се, че бромидите потискат гърчовете при епилепсия и те стават основното антиепилептично средство.